# Parc national de Gunung Gede Pangrango
Le parc national de Gunung Gede Pangrango est un parc national situé dans le Java occidental en Indonésie. Il se situe entre deux volcans, le mont Gede et le mont Pangrango, pour une taille d'environ 150 km2.
Il est né sur la base de plusieurs zones de conservation préexistantes comme les jardins botaniques de Cibodas, la réserve naturelle de Cimungkat, le parc récréatif de Situgunung et la réserve naturelle des monts Gede et Pangrango. Il a été un lieu sujet de recherche sur la biologie et la conservation dès le XXe siècle. En 1977, l'UNESCO l'a reconnu comme membre du réseau mondial des réserves de biosphère.

## Topologie et écologie

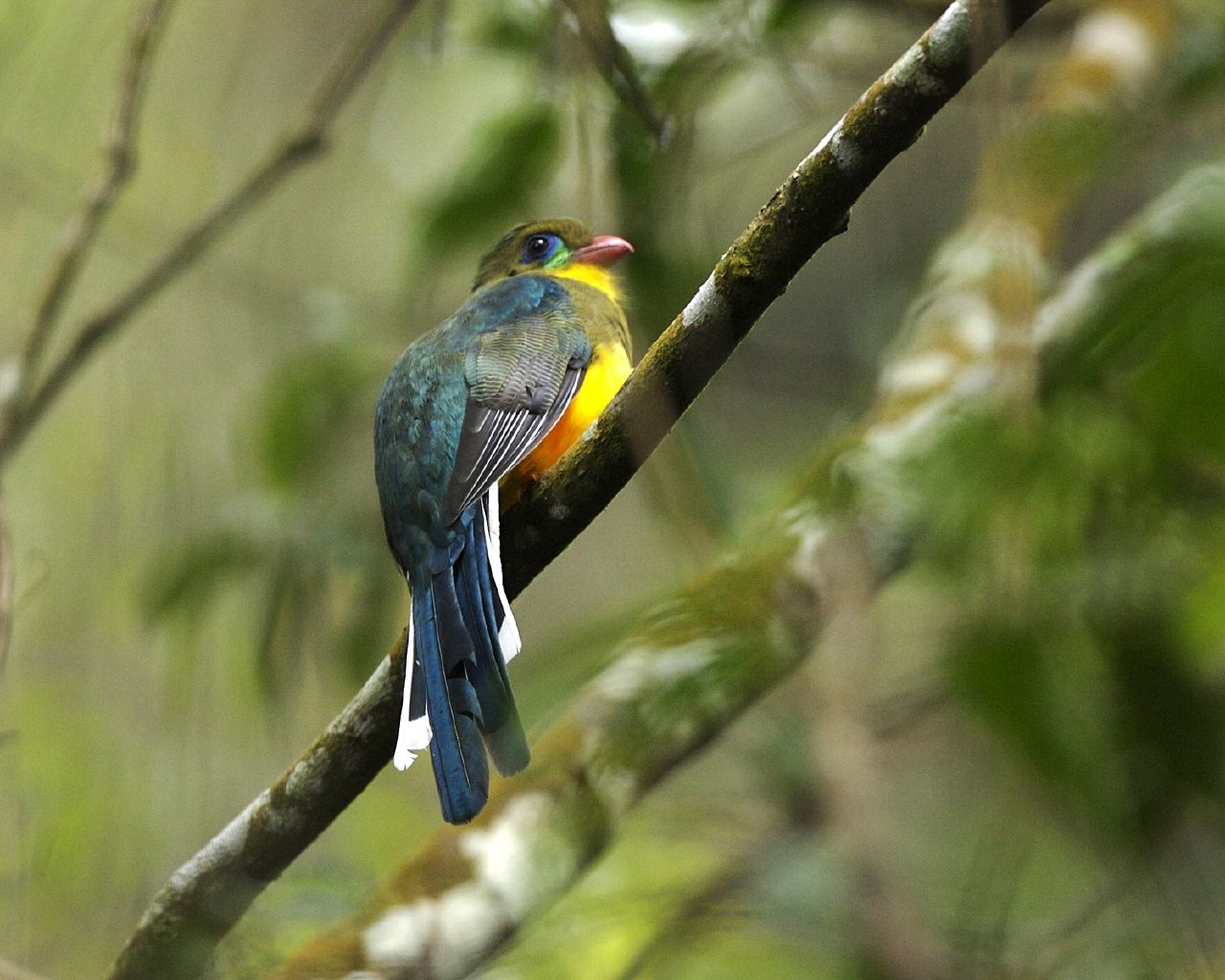
Le Trogon de Reinwardt vit dans le parc national. Il s'agit d'une espèce endémique en danger du Java occidental

Le mont Gede (2 958 m) et le mont Pangrango (3 019 m) sont des volcans jumeaux. Les deux sommets sont connectés par le Kandang Badak (2 400 m). Les pentes de ces montagnes sont très raides et creusent des vallées profondes et de longues crêtes.
Les parties hautes et basses de l'étage montagnard ainsi que les forêts subalpines du parc ont été largement étudiées. Au nord du mont Gede se trouve un champ d'Edelweiss javanais (Anaphalis javanica). Le parc renferme également de nombreuses espèces qui ne vivent qu'à l'intérieur de ses frontières.

## Faune et flore
Le Gunung Gede Pangrango est habité par 251 des 450 espèces d'oiseaux de Java. Parmi les espèces en danger, on peut citer l'aigle de Java et le petit-duc de Java.
Parmi les espèces de mammifères en danger du parc, on dénombre plusieurs primates comme le gibbon cendré, le semnopithèque des îles de la Sonde et le langur de Java. Parmi les autres mammifères, on peut également citer la panthère de Java, le chat-léopard, le cerf aboyeur, le petit kanchil de Java, le dhole de Sumatra, le porc-épic de Malaisie, le télagon et la martre à gorge jaune.

## Tourisme
Les visiteurs peuvent entrer dans le parc par l'une des quatre portes : Cibodas, Gunung Putri et les portes de Selabintana. Chacune donne accès aux montagnes. La porte de Situ Gunung donne accès à la zone du lac qui est utilisée à des fins de loisirs pour les familles notamment. La porte de Cibodas est l'entrée principale et l'endroit où se trouvent les bâtiments administratifs du parc. Depuis Jakarta, le parc est accessible en deux heures de routes, généralement via les jardins botaniques de Cibodas.